# Schefferomitra subaequalis
Schefferomitra subaequalis là loài thực vật có hoa thuộc họ Na. Loài này được (SCHEFFER) Diels miêu tả khoa học đầu tiên năm 1912.